# Чемпионат мира по волейболу среди женщин 2014 — квалификация (Южная Америка)
Квалификация (отборочный турнир) 17-го чемпионата мира по волейболу среди женщин среди стран-членов Южноамериканской конфедерации волейбола (СSV) прошла в период с 16 сентября по 20 октября 2013 года. Первоначально заявки на участие поступили от 7 стран. После отказа Уругвая число стран-участниц сократилось до 6. Разыгрывались 2 путёвки на чемпионат мира, обладателями которых стали сборные Бразилии и Аргентины.

## Команды-участницы
| - Аргентина - Бразилия - Венесуэла | - Колумбия - Перу - Чили |

От участия отказался первоначально заявленный Уругвай.

## Формула соревнований
Южноамериканская квалификация предусматривала два этапа отбора. В качестве первого использован чемпионат Южной Америки 2013, победитель которого (сборная Бразилии) напрямую вышел в финальную часть чемпионата мира. Ещё три команды провели квалификационный турнир и разыграли оставшуюся путёвку на мировое первенство.

## Чемпионат Южной Америки
Чемпионат Южной Америки по волейболу среди женщин 2013 прошёл с 16 по 22 сентября в Перу. По его итогам путёвку на чемпионат мира получил победитель —  Бразилия.

### Итоговое положение
| 1. Бразилия  |
| 2. Аргентина |
| 3. Перу      |
| 4. Колумбия  |
| 5. Венесуэла |
| 6. Чили      |

Аргентина, Перу, Колумбия и Венесуэла примут участие в квалификационном турнире.

## Квалификация
Квалификационный турнир с участием трёх сборных команд прошёл 18—20 октября 2013 года в Сан-Хуане (Аргентина). Победитель получил оставшуюся вакантную путёвку на чемпионат мира. От участия отказалась сборная Венесуэлы.
| М | Команда   | 1   | 2   | 3   | И | В | П | С/П | О |
| - | --------- | --- | --- | --- | - | - | - | --- | - |
| 1 | Аргентина |     | 3:0 | 3:0 | 2 | 2 | 0 | 6:0 | 6 |
| 2 | Колумбия  | 0:3 |     | 3:2 | 2 | 1 | 1 | 3:5 | 2 |
| 3 | Перу      | 0:3 | 2:3 |     | 2 | 0 | 2 | 2:6 | 1 |

 Венесуэла — отказ.
18 октября: Колумбия — Перу 3:2 (19:25, 25:17, 15:25, 25:20, 15:13).
19 октября: Аргентина — Колумбия 3:0 (25:21, 25:18, 25:6).
20 октября: Аргентина — Перу 3:0 (25:20, 25:19, 25:9).

## Итоги
По итогам квалификационного турнира обладателями двух путёвок на чемпионат мира по волейболу 2014 года среди женских сборных от Южноамериканской конфедерации волейбола стали Бразилия и Аргентина.